# The Witcher 3: Wild Hunt – Blood and Wine
The Witcher 3: Wild Hunt – Blood and Wine és la segona expansió del videojocs The Witcher 3: Wild Hunt. Ha estat desenvolupat per CD Projekt Red i va sortir a la venda per a Microsoft Windows, PlayStation 4 i Xbox One el 31 de maig de 2016. Posteriorment va sortir per a Nintendo Switch el 15 d'octubre de 2019.
L'expansió explica el viatge de Geralt de Rivia a Toussant, el ducat on transcorre la història. En Geralt es contractat per investigar una misteriosa bèstia que té atemorida la gent de la regió.
El joc ha sigut guardonat amb un gran nombre de premis i ha estat aclamat per la crítica.

## Crítica
Blood and Wine va rebre una "aclamació universal" per part de la crítica, segons l'agregador de ressenyes Metacritic. Moltes de les crítiques van elogiar la forma com CD Projekt va concloure les diferents històries d'en Geralt i van dir que semblava un nou projecte.